# Пулавский, Франтишек Ксаверий
Франтишек Ксаверий Пётр Август Станислав Пулавский (пол. Franciszek Ksawery Piotr August Stanisław Pułaski, 26 ноября 1743 — 15 сентября 1769) — староста августувский, полковник Подольского воеводства, пшемысльский маршалок Барской конфедерации.

## Биография
Происходил из шляхетского рода Пулавских герба Слеповрон. Сын старосты варецкого Юзефа Пулавского (1704—1769), одного из создателей Барской конфедерации, и Марианны Зелинской. Брат Казимира и Антония Пулавских.
В 1754-1759 годах получил хорошее образование коллегиуме католического ордена театинцев в Варшаве. С 1764 года был активным политическим сторонником своего отца, старосты варецкого Юзефа Пулавского. В 1768 году вместе с отцом и братьями вступил в Барскую конфедерацию. Франтишек Пулавский был отправлен в Крымское ханство, чтобы проинформировать про восстание новой конфедерации. Был одним из организаторов конфедерации в Подольском воеводстве. Летом 1768 года после ряда поражений от русских войск и взятия Бара Франтишек Пулавский вместе с отцом и братьями удался в османские владения, где 23 ноября его избрали генеральным канцлером конфедерации.
В 1769 году Франтишек Пулавский вернулся в Польшу и принял участие в новых боях с русскими войсками. Находился во враждебных отношениях с некоторыми барскими конфедератами, главным образом с маршалком Михалом Иеронимом Красинским. Братья Казимир и Франтишек Пулавские предприняли рейд на литовские земли, который завершился безрезультатно, так как Пулавские не получили поддержки большинства литовских магнатов. Братья вернулись в Польшу и расположился в районе города Ломазы.
15 сентября 1769 года в битве под Ореховом польские конфедераты под командованием братьев Казимира и Франтишека Пулавских потерпели поражение от русской армии под командованием Александра Васильевича Суворова. Франтишек Пулавский погиб в бою, прикрыв своим телом от пули ротмистра каргопольских карабинеров графа Кастелли своего младшего брата Казимира.